# 静岡県道115号湯ケ野松崎線
静岡県道115号湯ヶ野松崎線（しずおかけんどう115ごう ゆがのまつざきせん）は静岡県賀茂郡河津町、賀茂郡松崎町を通る一般県道である。

## 概要

### 路線データ
- 起点：賀茂郡河津町湯ヶ野（国道414号交点）
- 終点：賀茂郡松崎町大沢（静岡県道15号下田松崎線交点）

未開通区間
- 賀茂郡河津町大鍋 - 賀茂郡松崎町池代
  - 森林管理署管理道路（通称：大鍋林道）が分断区間を結んでいる。路面はコンクリートからダートになる。

## 地理
県道終点付近は大沢温泉の温泉街がある。

### 通過する自治体
- 静岡県
  - 賀茂郡河津町 - （下田市:林道内） - 賀茂郡松崎町

### 接続路線
- 国道414号
- 静岡県道15号下田松崎線

### 峠
- 大鍋越峠（標高627m）：静岡県賀茂郡河津町 - 静岡県下田市（林道内）